# 山上天后宮

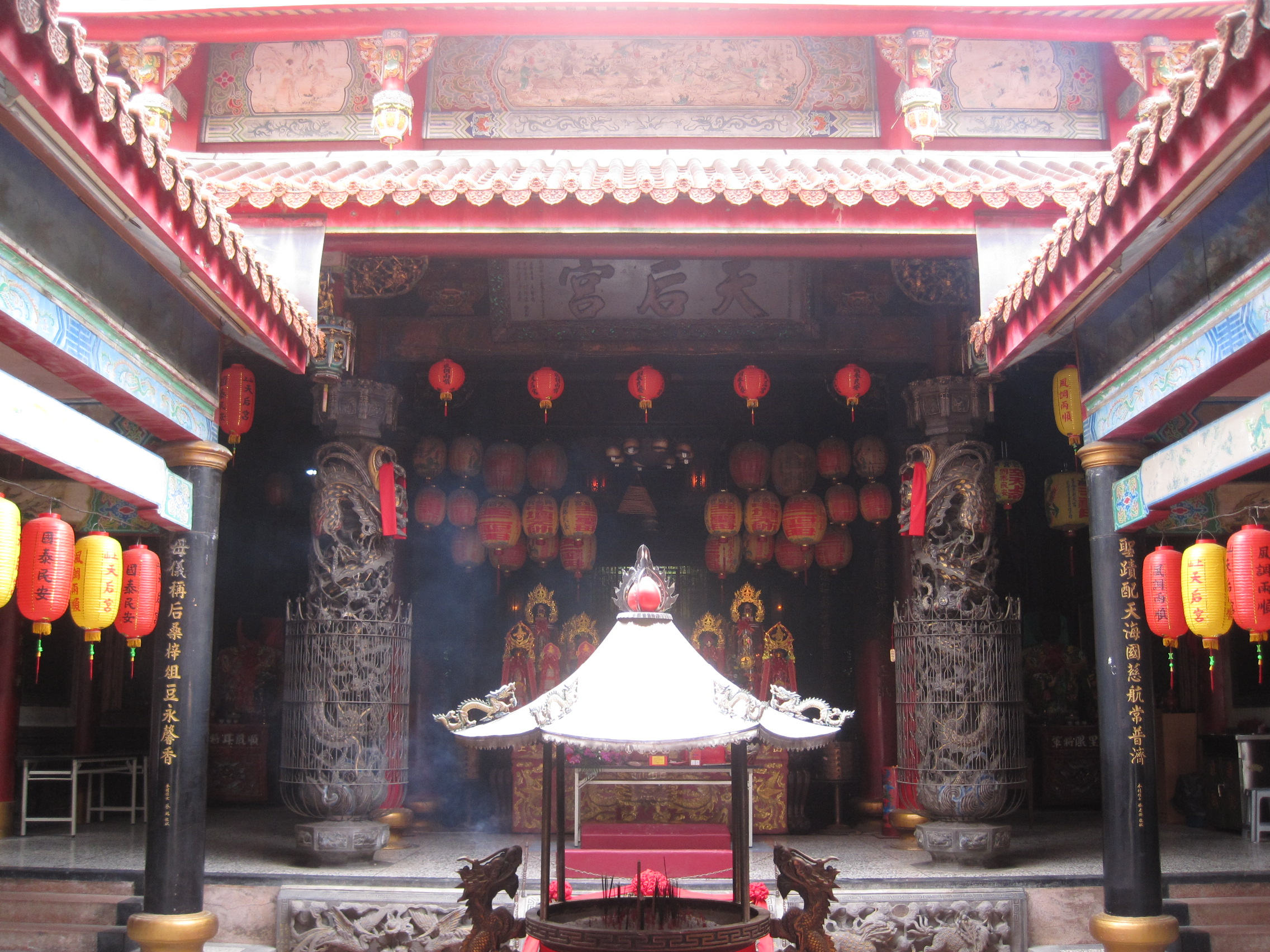
內部樣貌

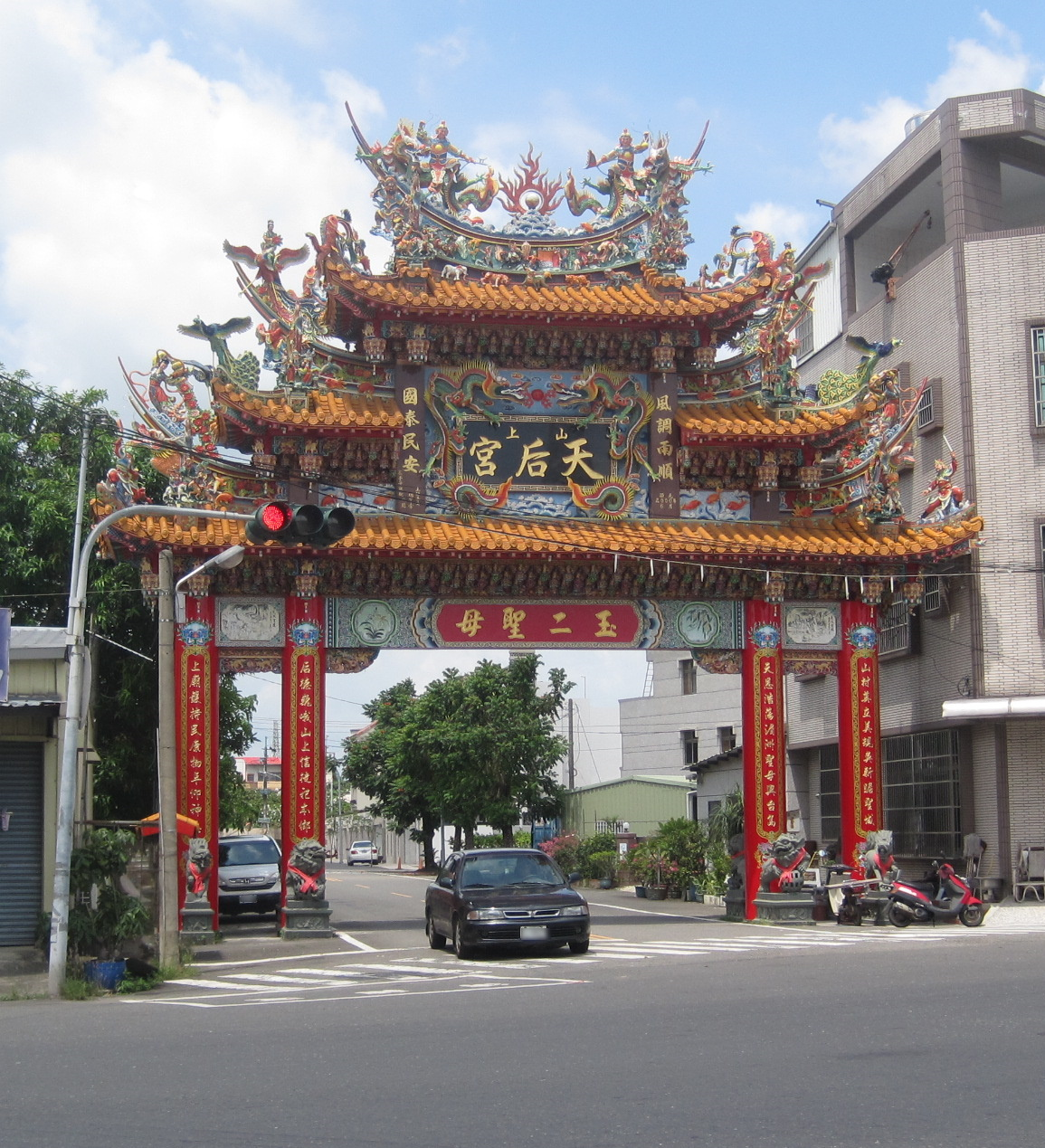
牌樓

山上天后宮位於臺灣臺南市山上區，雖然名為天后宮，但所奉祀的主神並非天上聖母而是玉二聖母。

## 沿革
據廟方說法，玉二聖母來自福建省泉州府晉江縣五都天后宮，為該廟二媽.俗稱（二娘娘），之後由住在晉江沿岸的義民迎奉金身隨鄭軍來臺~
而在鄭軍來臺後，有一部份到「北仔尾」（後改稱國聖湖）墾地，並將玉二聖母（當時稱二媽或二娘娘）供奉在當地！
後來據說駐軍因玉二聖母指示南方有靈山三座而遷居「山仔頂」，再來有信士林雹在今廟址左前方搭建草舍供奉玉二聖母，奠定天后宮的開基。
咸豐元年（1851年）信徒增多，乃有正式建廟之議。光緒五年（1879年）因地震之故，廟宇受創，再次重建，次年（1880年）選擇於現址上蓋廟。而在這次重建時，信徒自茄拔天后宮請來了「大媽」、從善化慶安宮請來了「三媽」。
日大正元年（1912年）增建兩側廂房、翻修廟身，昭和三年（1928年）楊清桂、林阮堅、林阮昌三人主持重修。而後在日治末期，為避免神像遭到破壞，信徒將神像藏起，另雕一尊神像來代替二媽受焚。但後來二媽降下指示，要信眾將該尊神像救回。二次大戰後，民國51年（1962年）再次重修，次年（1963年）完工，在隔年（1964年）舉行清醮祭典。這一年（1964年）也是玉帝下旨封稱「玉二聖母」的時間。

## 奉祀神明
山上天后宮奉祀的「聖母」，分成大媽、二媽、三媽、四媽和五媽等等，詳見如下：
| 稱呼   | 簡介                                   | 備註       |
| ------ | -------------------------------------- | ---------- |
| 玉二媽 | 開基玉二聖母                           |            |
| 大媽   | 光緒年間自茄拔天后宮迎回               |            |
| 二媽   | 原規劃日據時代代替玉二媽受焚之神像     |            |
| 三媽   | 光緒年間自善化慶安宮迎回               |            |
| 四媽   | 原在公館某戶人家，經玉二聖母同意而入祀 | 又稱黑面媽 |
| 五媽   | 分靈自北港朝天宮                       | 又稱北港媽 |

此外該廟還供奉有玄天上帝、四大將、中壇元帥、千里眼順風耳等等神祇。

## 傳說
據廟方說法玉二聖母最早在商湯太康年間降世，脫離母胎就立即歸神，後來在五代年間二度降世於普巖地區，於宋朝顯化濟世。而後由於宋室南遷，玉二聖母的金身輾轉來到福建省晉江第五都定居，最後信徒為其建廟，並定名為天后宮二娘媽。
相傳在乙未割臺時，鬼仔潭聚集盜匪，襲擊山仔頂時將三美布莊管理人林生蕃抓了回去。他的兩名兒子向玉二聖母求助，而後玉二聖母託夢給林生蕃，並顯靈為一團火球指引他回家。盜匪發現後，又襲擊山仔頂，將林忠印綁走並嚴加看管，結果又在玉二聖母幫助下脫困。盜匪們認為山仔頂有神明相助，不敢再來騷擾。
另據說在1937年時，玉二聖母便指示廟方人員將廟中神像分散藏於廟中，再重新雕一尊神像放在廟中(目前為廟中天二媽)，以避開之後皇民化運動的影響。而皇民化運動時，山上一帶的廟宇神像多被集中燒毀。
另外又相傳玉二聖母曾到麻豆社仔收服壁虎精。據說在1948年，麻豆社子（社仔）有人名叫方連波四處經商，有次患了怪病，恰巧有人向山上天后宮問神，二媽出壇時也派了一帖偏方給他，他服下後便痊癒。而當他回到社子時，發現當地人都得了怪病，即已婚婦女不懷孕，而青年男子卻都大肚子。相當地神明祈求未得到回應後，方連波改請山上天后宮四媽到自家問事。結果得到此事得要請玉二聖母前來，才有辦法處理，遂與山上這邊約定好時間來處理。而到了當日，據說發現了一隻躲在村邊某樹底下的蟾蜍，被玉二聖母乩身用七星劍一刺變成了壁虎。而後一神明指示將壁虎油炸，再叫眾人喝下鍋油。而得了怪病的人在喝下鍋油，便痊癒了。而在社子天后宮那邊所流傳玉二聖母外出辦事的故事，則另有版本。
另外還有玉二聖母到大內區內庄處理井水變異的傳說。某年內庄井水變黃，喝了會生病，居民討論後請玉二聖母前來。後來在神明幫助下，用符水讓水質變回原樣。另外廟方說法是大內發生瘟疫，乃因上天旨意要滅口，玉二媽不忍，表示要舉行「過火」儀式，並將符令投入井中使井水變為清澈，阻止了瘟疫。但事後玉二聖母表示這樣做有違天規，必須要將神轎、金身放在廟內天井承受日曬雨淋，經七七四十九天後才可收起。而據廟方說法，玉皇大帝知道此事後，於民國53年（1964年）8月下旨封稱為「玉二聖母」。
而除了玉二聖母的傳說以外，該廟的玄天上帝也有收服豬公精的傳說。相傳在日治時期，山仔頂居民李直在結婚前發現原本要謝神用的豬公暴斃了，因當時規定不能吃死豬，所以李家人將死豬埋在大溝邊竹叢下（山上國中東側）。二次大戰後，有林福生在大溝邊耕田，發現牛隻犁到刺竹腳附近便會慘叫且不敢前進，而後牛隻更患病發狂。林福生遂向天后宮神明求助，得知有豬公精在作怪。在神明乩身做法捉拿豬公精後，眾人在刺竹腳地下挖出一堆尚未腐爛的豬肉。之後玄天上帝指示將豬肉埋到南洲埔仔尾（山上區的公墓）掩埋，從此牛隻病癒，當地恢復平靜。

## 相關廟宇
山上天后宮的分香、分靈廟宇如下：
- 麻豆社子天后宮
- 嘉義天后宮
- 虎尾天后宮
- 臺中天后宮
- 高雄新莊天后宮
- 紫微天后宮
- 八德天后宮
- 府城天后宮（分靈宮）
- 南投新豐天后宮
- 鳥松天后宮
- 基隆天后宮
- 士林社子天后宮

## 另見
- 林雹古厝

## 外部連結
- 山上天后宮